# 三臭化ホウ素
三臭化ホウ素（さんしゅうかホウそ、boron tribromide）は、ホウ素と臭素からなる無色、発煙性の化合物である。常温で液体。水と激しく反応して臭化水素を生じる。

## 利用
三臭化ホウ素は強いルイス酸であり、医薬品合成などにおいてエーテルの脱メチル化、脱アルキル化反応に用いられる。またルイス酸触媒としてオレフィン重合反応やフリーデル・クラフツ反応に用いられる。また半導体の製造時にドーピングのホウ素源として用いられる。

## 合成法
臭素存在下、酸化ホウ素と炭素を約300℃で加熱することで合成できる（炭化ホウ素が生成し、これと臭素が反応する）。生成物は減圧蒸留で精製可能である。

## 歴史
1846年に M. Poggiale によって、臭素と炭素、酸化ホウ素を高温で加熱することで初めて合成された 
。
{\displaystyle {\ce {B2O3\ + 3 C\ + 3 Br2 -> 2 BBr3\ + 3 CO}}}
1857年にはフリードリヒ・ヴェーラーとドヴィーユによって改良法が発見された。アモルファス状のホウ素を原料とすることで比較的低温で反応が進行し、かつ一酸化炭素を発生しない方法である。
{\displaystyle {\ce {2 B\ + 3 Br2 -> 2 BBr3}}}